# شاخص قیمت تولیدکننده
شاخص قیمت تولیدکننده یا نمایه قیمت تولیدکننده (به انگلیسی: Producer price index) یا به اختصار: PPI متوسط قیمت کالاها و خدماتی است که بنگاه‌ها به ازای تولید کالا و خدمات دریافت می‌کنند.

## شاخص‌های مشابه
در گذشته برای محاسبه قیمت متوسط کالاها از شاخص قیمت عمده‌فروشی استفاده می‌شد.

## PPI در کشورهای مختلف
در هند از سال ۱۹۰۲ از شاخص قیمت عمده فروشی استفاده می‌شد و اکنون از شاخص قیمت مصرف‌کننده استفاده می‌شود تا به حال از شاخص قیمت تولید کننده استفاده نکرده‌اند.
در آمریکا این شاخص مثل شاخص قیمت عمده فروشی تا سال ۱۹۷۸ شناخته می‌شد. شاخص قیمت تولید کننده از قدیمی‌ترین سیستم‌های آماری است که در دفتر آمار کارگری انتشار یافت و همین‌طور که این شاخص یکی از قدیمی‌ترین داده‌های سری زمانی اقتصادی است که توسط حکومت فدرال ایالات متحده آمریکا گردآوری می‌شود. اختراع این شاخص به ۱۸۹۱ در آمریکا بازمی‌گردد که مجلس سنای ایالات متحده آمریکا برای تأثیر واردات و صادرات در اقتصاد آن را به کار گرفت.